# Абінці
А́бінці або а́ба, абала́р — одне з племен сибірських тюрків, на території проживання яких був збудований Новокузнецьк (давня назва Аба-Тура — місто народу аба).
Населення гірської Шорії вже в давнину мало репутацію «ковалів», яка збереглась за ними до самого приходу росіян. Вони навіть платили ясак залізом. За радянські часи абінці асимілювались шорцями та сагайцями, і утворюють в середині них окремі роди.